# Rory Sparrow
Rory Darnell Sparrow (Suffolk, 12 giugno 1958) è un ex cestista statunitense, professionista nella NBA.

## Carriera
Venne selezionato dai New Jersey Nets al quarto giro del Draft NBA 1980 (75ª scelta assoluta).